# Небоскрёб
Небоскрёб — очень высокое (или очень длинное, см. Горизонтальный небоскрёб) многоэтажное здание с несущим стальным, бамбуковым, железобетонным или композитным каркасом, предназначенное для жизни и работы людей. В русском языке также используется термин «высотное здание» или просто «высотка».

## Этимология
По словарю Фасмера, русское слово небоскрёб является калькой либо нем. Wolkenkratzer, либо англ. skуsсrареr. Они же, в свою очередь, восходят ко встречающемуся с XIII века ит. grattacielo, означавшему «человек высокого роста».

## Определение

#### Специфика термина
Минимальная высота здания-небоскрёба является спорной. В США и Европе небоскрёбами принято считать здания высотой не менее 150 м. Emporis определяет небоскрёб как здание выше 100 метров, в отличие от просто высотных зданий (от 35 до 100 метров), а SkyscraperCity — как здание выше 200 метров. Небоскрёбы выше 300 м по определению Совета по высотным зданиям и городской среде называются сверхвысокими, а свыше 600 м — «мегавысокими» (англ. megatall).

#### Типы высотных сооружений
Категорирование высотных зданий и составление их рейтингов обладает некоторой неоднозначностью ввиду разнообразия способов измерения. В настоящее время общепринятыми критериями являются разработанные Советом по высотным зданиям и городской среде.
Согласно этим критериям, под зданием подразумевается сооружение, спроектированное для использования в качестве жилого, офисного (коммерческого) или производственного помещения. Существенной характеристикой здания является наличие этажей. Таким образом, описываемый рейтинг заведомо не включает радио- и телебашни.
Совет предлагает три критерия измерения высоты здания (во всех случаях измерения производятся от наиболее низкого значимого входа в здание):
- конструктивная высота здания — высота от уровня тротуара до наивысшей точки конструктивных элементов здания (включая шпили и исключая телевизионные и радио-антенны и флагштоки).

Это основной критерий. Он используется при составлении рейтинга самых высоких зданий.
- до последнего эксплуатируемого этажа — высота до уровня пола наиболее высокого эксплуатируемого этажа здания.
- до кончика антенны/шпиля — высота здания до самой высокой точки антенны, шпиля и т. п.

#### Технические особенности
До XX века здания высотой более шести этажей строились редко. Это было связано с неудобством поднятия по лестницам на большую высоту. Кроме того, всасывающие водяные насосы, применявшиеся в то время, позволяли поднимать воду не более чем на 10 м.
Развитие технологий стали, железобетона и водных напорных насосов, а также изобретение безопасных лифтов позволили в десятки раз увеличить высоту зданий, что особенно востребовано в мегалополисах, где велика стоимость площади застройки.
Здания высотой до 200 с небольшим метров могут опираться только на центральное бетонно-стальное ядро, но более высокие сооружения должны иметь также и наружные опоры. При этом в небоскрёбе используется менее 70 % внутреннего объёма, так как остальное занято опорными конструктивными элементами, лестничными клетками и лифтовыми шахтами. В обычном же здании можно использовать более 80 % пространства.

#### Основные сооружения
На конец 2019 года в мире насчитывается 4953 построенных небоскрёба (высотой более 150 м) и 978 строящихся, из них 170 построенных сверхвысоких (высотой более 300 м) и 126 строящихся. Строительство ещё 208 небоскрёбов (из них 40 — сверхвысоких) пока приостановлено. Больше всего небоскрёбов (высотой более 150 м) находится в Китае — 2090, в США — 801, в Объединённых Арабских Эмиратах — 252, в Японии — 252, в Республике Корея — 220, в Австралии — 110, в Сингапуре — 90, в Малайзии — 90. В России построено 47 небоскрёбов, ещё 11 находятся в стадии строительства.

## История

#### Ранние технологии
Несмотря на то, что многоэтажные здания и города строились на протяжении всей истории человечества, (например, Шибам в Йемене, Сан-Джиминьяно в Италии), первым небоскрёбом принято считать построенное в 1885 году в Чикаго здание Страховой компании (Хоум-иншурэнс-билдинг), просуществовавшее до 1931 года. Первоначально оно имело 10 этажей и высоту 42 м. Позднее, в 1891 году, были надстроены ещё два этажа, а высота здания выросла до 54,9 м. Автор проекта — американский архитектор Уильям Ле Барон Дженни — предложил новую технологию строительства, при которой был использован несущий каркас. Традиционно роль несущей конструкции выполняли внешние стены. Исходя из того, что удельная прочность стали примерно в 50 раз выше, чем у самого качественного бетона и каменной или кирпичной кладки, здания стали опираться на стальной каркас, поддерживающий как внешние, так и внутренние стены. Благодаря несущему каркасу общую массу сооружений удалось уменьшить почти на треть. Архитектор не решился полностью отказаться от других несущих конструкций, поэтому здание имело также несущую заднюю стену и гранитные колонны.
В полной мере переход на несущий стальной каркас был осуществлён при строительстве в 1891 году 11-этажной башни Уэйнрайта в Сент-Луисе по проекту архитектора Луиса Салливана. Башня Уэйнрайта также по праву может претендовать на звание первого небоскрёба.

#### Изобретение лифта
Важным техническим элементом, без которого невозможно представить эксплуатацию небоскрёба, является лифт. Впервые лифты в офисном здании появились в 1870 году в Эквитабл-лайф-билдинг в Нью-Йорке. Первоначально лифты имели гидравлический привод, налагавший ограничение на высоту здания до двадцати этажей. В 1903 году фирма Otis Elevator Company разработала конструкцию лифта с электрическим приводом, в котором вес кабины, идущей вверх, частично был уравновешен весом второй кабины, идущей вниз. В результате этих нововведений были сняты ограничения на высоту подъёма. В ряде случаев оказалось практически целесообразным осуществлять подъём с пересадками.

#### Горизонтальные небоскребы
Помимо небоскрёбов башенного типа, в первой половине XX века строились и протяжённые по горизонтали высотные здания, имевшие многоярусное членение объёма. Самым крупным среди них в 1913—1915 гг. стало 39-этажное Эквитабл-билдинг, которое имело сложную П-образную конфигурацию и отбрасывало в полдень тень длиной 300 метров, лишавшую света свыше 30 тыс. м2 соседних участков.

#### Зонирование высот
В 1916 году в Нью-Йорке был принят закон о зонировании высот. Для предотвращения затенения здание после установленной высоты должно было подниматься уступами (первая ступень начиналась от уровня 45—60 м). Это привело к появлению новой формы небоскрёба с уступчатыми очертаниями.

#### Использование каркаса
В 1958 году по проекту выдающегося архитектора Людвига Мис ван дер Роэ в Нью-Йорке был построен небоскрёб Сигрем-билдинг. В его архитектуре был использован принцип «навесных стен»: основой здания служит «скелет» из железобетонных конструкций, а навесные стены и фасады с застеклёнными окнами как бы навешивались на этот скелет. Этот лаконично-кубический и полностью остеклённый небоскрёб послужил прототипом для многих зданий 1960-х и 1970-х годов.
Тенденции архитектурных обликов небоскрёбов время от времени менялись. Если первые из них имели простые кубические формы, то скоро распространение получили уступчатые башенные. В 1960-х вновь получили распространение небоскрёбы в виде простых параллелепипедов, которые вскоре стали иметь вид не «из стекла и бетона», а преимущественно остеклённый.
Ранние небоскрёбы строились с использованием стального каркаса, в связи с этим для них была характерна традиционная прямоугольная форма.

#### Формы небоскребов
В 1960-е годы американский инженер бангладешского происхождения Фазлур Хан разработал и впервые реализовал новые типовые схемы несущих конструкций, ставшие затем стандартами в высотном строительстве — «несущую трубу», «трубу в трубе», «трубу с наклонными брусьями» и т. п. Это позволило строить небоскрёбы сложных форм — пирамиды, неправильные призмы и другие.
К концу XX века формы небоскрёбов стали разнообразными, в том числе остроконечные-шпилевые, закрученные (см. Список закрученных зданий) и т. д. Некоторые небоскрёбы сооружаются в виде башен-«близнецов».
Лидерство по строительству высотных зданий сразу и почти на весь XX век стало принадлежать США. Начал небоскрёбную «гонку» Чикаго, однако в 1893 году там было запрещено строить здания высотой более 39 м, и дальнейшее развитие небоскрёбов происходило в Нью-Йорке, хотя с 1974 по 2014 годы Чикаго возвращал себе статус обладателя самого высокого в стране здания. С самого конца XX века лидерство в мире в сооружении как самых высоких небоскрёбов, так и в их многочисленности полностью и безоговорочно перешло к Азии.

## Высотное строительство

#### Раннее строительство
До появления небоскрёбов самыми высокими сооружениями на земле считались египетские пирамиды (146 м), затем их высоту превысили средневековые готические соборы (Линкольнский собор, 160 м). Однако всех их превзошли небоскрёбы. Уже в 1908 году высоту в 180 м превысил нью-йоркский Зингер-билдинг.

#### Начало XX века
В 1913 году в Нью-Йорке было закончено строительство 241-метрового 57-этажного уступчато-башенного небоскрёба Вулворт-билдинг, соединившего в себе новейшие достижения строительной техники и традиционную архитектуру (неоготика). В течение 17 лет небоскрёб считался самым высоким зданием в мире и до сих пор пользуется особой любовью горожан.
В 1930 году закончено строительство 320-метрового по шпилю, 282-метрового по крыше 77-этажного Крайслер-билдинг. Его строительство инвестировал Уолтер Перси Крайслер, разместивший в этом здании офисы своей фирмы. Дизайн здания необычайно смел для того времени, его верхушка выполнена в виде нескольких повторяющихся сводов со всех четырёх сторон.
В 1931 году 1 мая торжественно открыт ставший мировым символом небоскрёбостроения почти на полвека 443-метровый по антенне, 381-метровый по крыше 102-этажный Эмпайр-стейт-билдинг, который установил новый рекорд высоты, продержавшийся до 1972 года. Примечательно, что здание было построено всего лишь за тринадцать месяцев.

#### Высотное строительство в России
Советский Союз в 1937 году начал сооружение в Москве самого высокого (на тот момент) в мире 495-метрового небоскрёба — Дворца Советов, но оно было остановлено Великой Отечественной войной, после которой проект возрождён не был. Московскими небоскрёбами стали семь сталинских высоток, самая высокая из которых — Главное здание МГУ (240 метров) — вошла во все мировые рейтинги небоскрёбов. Первые небоскрёбы в Москве назывались «тучерезами» (Дом дешёвых квартир Нирнзее, 1912 год, высота более 40 м). Самым высоким гражданским сооружением в дореволюционной Москве было здание Телефонной станции в Милютинском переулке (1908 год) — 78 метров. Русская инженерная мысль и практика строительных работ легко позволяла преодолеть уже в те годы рубеж в 100 и 150 метров, однако из-за войн, разорявших страну, соревнование тучерезов было заморожено. Вплоть до 1950-х доминантой исторического центра Москвы оставался рекордсмен средневековья — колокольня Ивана Великого (81 м).
В 2012 году началось строительство 462-метрового небоскрёба Лахта-центр в Санкт-Петербурге, который стал самым высоким (но не самым многоэтажным) зданием России и Европы и самым северным сверхвысоким небоскрёбом в мире.

#### Высотное строительство в Азии
Начиная с 1970-х годов и особенно ближе к рубежу XX и XXI веков соревнование за право называться самым высоким зданием в мире разгорается вновь, а лидерство по всем последовательным рекордсменам перешло к Азии. А разнообразие форм архитектурных конструкций, используемых при строительстве небоскрёбов, только усложнило сравнение высоты зданий.
В 1998 году 452-метровые 88-этажные башни Петронас в Куала-Лумпуре перехватили у чикагской 442-метровой по крыше 110-этажной башни Сирс-тауэр (ныне Уиллис-тауэр) звание самого высокого здания по этому основному критерию измерения. Тем не менее, даже после появления в 2004 году нового лидера — первого более чем полукилометрового 509-метрового 101-этажного небоскрёба Тайбэй 101, по альтернативному измерению высоты (до наивысшего кончика антенны — 527 м) Уиллис-тауэр опережал их до 2010 года, когда все небоскрёбы (а также все сооружения) по любым критериям безоговорочно обогнала 163-этажная дубайская Бурдж-Халифа, высота которой составляет 829,8 м (по шпилю) и 643 м (по крыше) и которая является единственным зданием с более чем 700-метровой общей высотой и более чем 130 этажами.
Готовилось, но ввиду экономического кризиса было остановлено, строительство ещё более высокого небоскрёба — 1400-метровой по шпилю, 850-метровой по крыше, 228-этажной Башни Нахиль (Аль Бурдж) в Дубае. Сооружение более чем километровых небоскрёбов заложено в Саудовской Аравии (Башня Джидды, 1007 м, 156 этажей), планируется в Кувейте (Madinat al-Hareer, 1001 м, 80 этажей), в Азербайджане (Башня Азербайджан, 1050 м, 189 этажей), в Бахрейне (Murjan Tower, 1022 м, 200 этажей), в Египте и т. д.

#### Проекты
Существуют проекты небоскрёбов высотой в несколько километров, их проектируют, опираясь на исследования в области аркологии:
- X-Seed 4000;
- Башня Никитина — Травуша 4000 (4000 м);
- Ultima Tower (3217 м);
- Dubai City Tower (2400 м);
- Houston Tower[англ.] (2092 м);
- Shimizu Mega-City Pyramid[англ.] (2004 м);
- Aeropolis 2001[англ.] (2001 м)

и др.

## Опасность для птиц
Небоскрёбы с полностью остеклённым фасадом опасны для перелётных птиц, которые их не замечают, поскольку видят в стёклах отражение неба и разбиваются насмерть о стёкла. Например, есть небоскрёб в Чикаго, о который в некоторые ночи осенью разбивается примерно тысяча перелётных птиц.

## 10 самых высоких небоскрёбов
| Ранг | Название                              | Город        | Высота, м | Этажей | Год постройки |
| ---- | ------------------------------------- | ------------ | --------- | ------ | ------------- |
| 1    | Бурдж-Халифа                          | Дубай        | 828       | 163    | 2010          |
| 2    | Merdeka 118                           | Куала-Лумпур | 679       | 118    | 2023          |
| 3    | Шанхайская башня                      | Шанхай       | 632       | 128    | 2015          |
| 4    | Абрадж аль-Бейт                       | Мекка        | 601       | 120    | 2012          |
| 5    | Международный финансовый центр Пинань | Шэньчжэнь    | 599       | 115    | 2017          |
| 6    | Lotte World Tower                     | Сеул         | 555       | 123    | 2016          |
| 7    | Всемирный торговый центр 1            | Нью-Йорк     | 541       | 104    | 2014          |
| 8    | Гуанчжоуский финансовый центр CTF     | Гуанчжоу     | 530       | 111    | 2016          |
| 9    | Тяньцзиньский финансовый центр CTF    | Тяньцзинь    | 530       | 97     | 2019          |
| 10   | Чайна-Цзунь                           | Пекин        | 528       | 108    | 2018          |

## Самые высокие небоскрёбы по частям света
| Часть света         | Название                   | Город           | Общая высота, м | количество этажей | Год постройки |
| ------------------- | -------------------------- | --------------- | --------------- | ----------------- | ------------- |
| Австралия и Океания | Q1 Tower                   | Голд-Кост       | 323             | 78                | 2005          |
| Азия                | Бурдж-Халифа               | Дубай           | 828             | 163               | 2010          |
| Африка              | Леонардо                   | Йоханнесбург    | 234             | 55                | 2019          |
| Европа              | Лахта-центр                | Санкт-Петербург | 462             | 88                | 2019          |
| Северная Америка    | Всемирный торговый центр 1 | Нью-Йорк        | 541,3           | 105               | 2014          |
| Южная Америка       | Gran Torre Santiago        | Сантьяго        | 300             | 64                | 2013          |

## История высочайших небоскрёбов
| Год постройки | Название                                 | Город        | Статус               | Крыша, м | Этажей |
| ------------- | ---------------------------------------- | ------------ | -------------------- | -------- | ------ |
| 1885          | Хоум-иншуранс-билдинг                    | Чикаго       | снесено в 1931 году  | 55       | 12     |
| 1890          | Уорлд-билдинг                            | Нью-Йорк     | снесено в 1955 году  | 94       | 20     |
| 1894          | Манхэттен-лайф-иншуранс-билдинг          | Нью-Йорк     | снесено в 1930 году  | 106      | 18     |
| 1899          | Парк-Роу-билдинг                         | Нью-Йорк     | существует           | 119      | 30     |
| 1908          | Зингер-билдинг                           | Нью-Йорк     | снесено в 1968 году  | 187      | 47     |
| 1909          | Метлайф-тауэр                            | Нью-Йорк     | существует           | 213      | 50     |
| 1913          | Вулворт-билдинг                          | Нью-Йорк     | существует           | 241      | 60     |
| 1930          | Уолл-стрит, 40                           | Нью-Йорк     | существует           | 283      | 71     |
| 1930          | Крайслер-билдинг                         | Нью-Йорк     | существует           | 319      | 77     |
| 1931          | Эмпайр-стейт-билдинг                     | Нью-Йорк     | существует           | 381      | 102    |
| 1972          | Северная башня, Всемирный торговый центр | Нью-Йорк     | разрушен в 2001 году | 417      | 110    |
| 1973          | Уиллис-тауэр                             | Чикаго       | существует           | 443      | 110    |
| 1998          | Башни Петронас                           | Куала-Лумпур | существует           | 379      | 88     |
| 2004          | Тайбэй 101                               | Тайбэй       | существует           | 449      | 101    |
| 2008          | Шанхайский всемирный финансовый центр    | Шанхай       | существует           | 492      | 100    |
| 2010          | Бурдж-Халифа                             | Дубай        | существует           | 648      | 163    |

## Галерея
- Тайбэй 101
- Шанхайский всемирный финансовый центр
- Башни Петронас в Куала-Лумпур
- Биржа-ВТЦ[англ.] в Роттердаме
- Небоскрёб Мэри-Экс в Лондоне
- Штаб-квартира ООН в Нью-Йорке
- Башня «Миллениум» в Вене
- Цзинь Мао в Шанхае
- Вулворт-билдинг
- Флэтайрон-билдинг
- Нижний Манхэттен в Нью-Йорке
- Ночной центр Шанхая
- Гавань в Сингапуре
- Франкфурт-на-Майне
- Центр Варшавы
- Ночной Торонто
- Сидней, Австралия
- Москва, Россия